# Hegemonie
Hegemonie (uitspraakⓘ, Oudgrieks ἡγεμών, hègemoon, "aanvoerder, leider") is het overwicht op uiteenlopende gebieden als politiek, handel, cultuur en ideologie, van een partij of staat over andere partijen of staten, waardoor de eerste indirecte macht over de andere kan uitoefenen.
In de internationale betrekkingen is sprake van hegemonie bij een duidelijk overwicht van een actor op andere actoren, zonder dat direct geweld wordt gebruikt. De Griekse oudheid gebruikte de term al in deze betekenis, bijvoorbeeld de geschiedschrijver Thucydides, in zijn 'Geschiedenis van de Peloponnesische Oorlog'. Destijds had Sparta de leidende rol of hegemonie binnen het Peloponnesische verbond.

## Culturele hegemonie
In de theorieën van de Italiaanse denker Antonio Gramsci en zijn navolgers, is culturele hegemonie een cultureel leiderschap, dat wordt uitgeoefend door de bevoorrechte klassen van een maatschappij. Deze dominante klassen, bijvoorbeeld de adel in de middeleeuwen, en later de vermogende klasse in het kapitalisme, slagen erin de perceptie van de werkelijkheid, de normen en waarden, en de maatschappelijke opvattingen (ideologie) van de overige sociale klassen grotendeels te vormen. Dankzij hun controle over het onderwijs, de massamedia, wetenschap, de kerk, het verenigingsleven,  kunnen de bevoorrechte klassen hun eigenbelang als tevens het belang van de andere klassen presenteren, en hun politieke tegenstanders marginaliseren.
Gramsci's idee van culturele hegemonie beïnvloedde de studentenbeweging van 1968. Met name Rudi Dutschkes idee van een "lange mars door de instituties" was erop geïnspireerd.  Ook Louis Althusser gebruikte Gramsci's analyse.

## Hegemoniale stabiliteit
De hegemoniale stabiliteitstheorie is gebaseerd op het progressief liberalisme, en gaat over de totstandkoming van internationale publieke goederen. In deze theorie staan internationale regimes, of stelsels van afspraken centraal, de publieke goederen. Normaal gesproken zouden deze goederen niet tot stand komen doordat het probleem van de freeriders zich voordoet. In de hegemoniale stabiliteitstheorie echter worden de kosten voor het tot stand brengen van het publieke goed opgebracht door de hegemoon en zijn andere partijen, dus de facto allemaal freeriders. De hegemoon doet dit omdat het regime dat tot stand komt veel voordeliger voor hem is dan voor andere partijen. De totstandkoming van het Bretton Woodssysteem, waarbij internationale wisselkoersen werden gegarandeerd door de dollar-goudstandaard, is een voorbeeld hoe de hegemoon een publiek goed garandeert (internationale wisselkoersen), waarbij de voordelen (aan kunnen gaan van ongedekte internationale leningen) opwegen tegen de kosten (garantie dollar goudstandaard).